# Alberto Biasi
Alberto Biasi (Padova, 2 giugno 1937) è un pittore italiano tra i cofondatori del Gruppo N ed esponente dell'arte programmata e cinetica italiana.

## Biografia
Nato a Padova il 2 giugno 1937, dove attualmente vive e lavora, è uno dei principali esponenti dell'arte cinetica italiana.
In particolare il suo nome è legato alla stagione di massima popolarità dell'arte ottico-cinetica, grazie alle sue creazioni artistiche costruite sulla base di precise illusioni ottiche. I suoi quadri presentano in genere superfici che cambiano aspetto a seconda dell'angolo di osservazione, dando quindi la sensazione illusoria del movimento.
Nel 1959, insieme ad alcuni coetanei studenti di Architettura, fonda il Gruppo Enne-A. Nel 1960 espone insieme ad Agostino Bonalumi, Enrico Castellani, Piero Manzoni e altri artisti europei alla Galleria Azimut di Milano. Nello stesso anno, con Ennio Chiggio, Toni Costa, Edoardo Landi e Manfredo Massironi forma il Gruppo N. Nel 1961 aderisce al movimento "Nuove tendenze" e, nel 1962, espone insieme al Gruppo N alla mostra Arte programmata al Negozio Olivetti di Milano e con Bruno Munari, Enzo Mari ed il Gruppo T (Giovanni Anceschi, Davide Boriani, Gabriele Devecchi, Gianni Colombo, Grazia Varisco).
Tra il 1959 e il 1960 realizza le Trame, oggetti reticolari e permeabili realizzati con carte forate. A questa serie accosta presto quella di Rilievi ottico-dinamici, in cui strutture lamellari sovrapposte a tavole dalle cromie contrastanti creano particolari effetti visivi. Al medesimo periodo risalgono anche le prime Torsioni, opere sviluppate su forme geometriche classiche (quadrato, cerchio, triangolo e rettangolo), realizzate con lamelle in pvc su tavola, capaci di creare effetti percettivi che variano con lo spostamento dello spettatore. Nel 1962 progetta i Light prism che verranno realizzati in dimensioni ambientali nel 1969. Conclusa l'esperienza del Gruppo N, Alberto Biasi procede con la sua indagine in qualità di solista e, sul finire degli anni Sessanta elabora i primi Politipi. Alcuni decenni più tardi, al termine degli anni Novanta realizza gli Assemblaggi.
Innumerevoli sono le sue mostre tra collettive e personali, da segnalare la sua partecipazione ad esposizioni fondamentali nella storia dell'arte cinetica, quali "Nove Tendencije" a Zagabria e la grande mostra "The responsive eye" al MoMa di New York. Più recentemente si ricorda nel 1988 una grande antologica al museo degli Eremitani di Padova, nel 1995 la retrospettiva "Biasi e il Gruppo ENNE alla Biennale di Venezia, nel 2006 l'esposizione di una trentina di sue opere storiche nelle Sale dell'Hermitage di San Pietroburgo, nel 2007 l'esposizione al Museo Diocesano di Barcellona e la partecipazione nel 2008 alla Triennale Internazionale di Arte Contemporanea di Praga.

## Alberto Biasi nei musei

### Musei in Italia
- Ca' Pesaro, Venezia
- Galleria Nazionale d'Arte Moderna e Contemporanea, Roma[7]
- Museion, Bolzano [8]
- Peggy Guggenheim Collection, Venezia [9]
- MAGI '900, Pieve di Cento (BO)[10]
- Collezione Roberto Casamonti, Firenze

### Musei all'estero
- Centre George Pompidou, Parigi
- Ermitage, San Pietroburgo
- MoMA - Museum of Modern Art, New York
- Museum Ritter, Waldenbuch
- Museum Kulturspeicher - Collezione C. Peter Ruppel, Würzburg
- Muzej Suvremene Umjetnosti, Zagabria

## Mostre (selezione)

### Personali
- 1960 - A porta chiusa, nessuno è invitato a intervenire, Studio Enne, Padova
- 1967 - Grupa N, Muzeum Sztuki, Lodz
- 1970 - Alberto Biasi: dinamiche, multipli e politipi, Galleria La Chiocciola, Padova
- 1972 - Alberto Biasi, Muzeum Sztuki, Lodz
- 1979 - Alberto Biasi, Art Research Center, Kansas City
- 1986 - Alberto Biasi, il ciclo dei politipi, Galleria La Chiocciola, Padova
- 1988 - Antologica, Museo Civico degli Eremitani, Padova
- 2005 - L'arte dell'instabilità, Casa del Mantegna, Mantova
- 2006 - Alberto Biasi: testimonianze del cinetismo e dell'arte programmata in Italia e in Russia, Museo dell'Ermitage, San Pietroburgo
- 2007 - Alberto Biasi, la imaginaciò: el moviment, l'espai, Museu Diocesà, Barcellona
- 2011 - Alberto Biasi, gli anni '60 gli anni 2000, Narodni Muzei Slovenije-Metelkova, Lubiana
- 2013 - Alberto Biasi. Rilievi ottico-dinamici. Galleria Dep Art, Milano
- 2014 - Alberto Biasi a San Vitale. La luce e gli ambienti della storia, Museo Nazionale e Mausoleo di Teodorico, Ravenna
- 2014 - Alberto Biasi e Jorrit Tornquist. De la luz a la imagen, MACBA, Buenos Aires
- 2014 - Alberto Biasi. Optical /Dynamic, The Mayor Gallery, Londra
- 2014 - Alberto Biasi. Exordiri / le Trame, MAAB Gallery, Milano
- 2015 -  “Alberto Biasi. Start up & Environment” , museo Marca, Catanzaro
- 2015 - Alberto Biasi, Galerie Tornabuoni Art, Parigi
- 2016 - Alberto Biasi, Light Visions, Galleria Dep Art, Milano
- 2016 - Alberto Biasi: gli ambienti, Palazzo Pretorio, Cittadella (PD)
- 2021 - Alberto Biasi. Tuffo nell’arcobaleno, Museo dell’Ara Pacis, Roma

### Collettive
- 1959 - IV Triveneta giovanile d'arte, Cittadella (I premio)
- 1960 - Galleria Azimut, Milano
- 1960 - La nuova concezione artistica, Circolo del Pozzetto, Padova
- 1961 - Nove Tendencije 1, Galerjia Suvremene Umjetnosti, Zagabria
- 1962 - Arte programmata, Olivetti, Milano. La mostra prosegue a Venezia, Roma e Trieste
- 1963 - Oltre l'informale, IV Biennale Internazionale d'Arte, Repubblica di San Marino (I premio)
- 1963 - Nove Tendencije 2, Galerjia Suvremene Umjetnosti, Zagabria
- 1964 - Nouvelle Tendence, Musée des Arts Décoratifs, Parigi
- 1964 - XXXII Biennale Internazionale d'Arte, Venezia
- 1965 - Licht und Bewegung, Kunsthalle, Berna
- 1965 - The responsive eye, MoMA, New York
- 1965 - Nove Tendencije 3, Galerjia Suvremene Umjetnosti, Zagabria
- 1967 - Lo spazio dell'immagine, Palazzo Trinci, Foligno
- 1969 - Nove Tendencije 4, Galerjia Suvremene Umjetnosti, Zagabria
- 1973 - Situazione dell'arte figurativa e la ricerca estetica dal '60 al '70, X Quadriennale d'Arte, Roma
- 1977 - 1960-1977 Arte in Italia, Galleria Civica d'Arte Moderna, Torino
- 1981 - Die Geometrie und ihre Zeichen, Kunstlerhaus, Vienna
- 1983 - Arte programmata e cinetica 1953-63, Palazzo Reale, Milano
- 1985 - Artisti oggi tra Scienza e Tecnologia, Palazzo Venezia, Roma
- 1986 - XI Quadriennale d'Arte, Roma
- 1995 - La natura e la visione: arte nel Tigullio 1950-1985, Palazzo Rocca ed ex Chiesa di San Francesco, Chiavari
- 1996 - Opere cinevisuali, Galleria Nazionale d'Arte Moderna e Contemporanea, Roma
- 2000 - Arte Programmata 62, Castello Visconteo Sforzesco, Galliate
- 2003 - ...altre testimonianze del cinetismo in Francia e in Italia, Galleria Civita d'Arte Moderna, Spoleto
- 2004 - Zero. 1958-1968 tra Germania e Italia, Palazzo delle Papesse, Siena
- 2005 - Un secolo di Arte Italiana, Lo sguardo del collezionista, opere dalla Fondazione VAF, MART - Museo d'arte moderna e contemporanea di Trento e Rovereto, Rovereto
- 2007 - Op Art, Schirn Kunsthalle Frankfurt, Francoforte
- 2011 - Italian Zero & Avantgarde '60s, MAMM, Mosca [11]
- 2012 - Arte programmata e cinetica. Da Munari a Biasi, Colombo e..., Galleria Nazionale d'Arte Moderna e Contemporanea, Roma
- 2012 - Programmare l'arte. Olivetti e le neo avanguardie, Museo del Novecento, Milano
- 2013 - I maestri italiani della percezione e dell'illusione, MACBA, Buenos Aires
- 2014 - Objets ludiques. L'art des possibilités, Museo Tinguely, Basilea
- 2014 - Azimut/h. Continuità e nuovo, Peggy Guggenheim Collection, Venezia
- 2015 - Proportio, Palazzo Fortuny, Venezia
- 2016 - Eye attack. Op Art and Kinetic Art 1950-1970
- 2018 - Nascita di una nazione. Tra Guttuso, Fontana e Schifano, Palazzo Strozzi, Firenze
- 2018 - Actie ↔ Reactie | 100 Jaar Kinetische Kunst, Kunsthal Rotterdam